# انتون کرمار
انتون کرمار (اوکراینی: Антон Ігорович Крамар؛ زادهٔ ۵ فوریهٔ ۱۹۸۸) بازیکن فوتبال اهل اوکراین است.